# Alan Tudyk
Alan Wray Tudyk (ur. 16 marca 1971 w El Paso) – amerykański aktor, który grał m.in. w filmach: Zgon na pogrzebie, 3:10 do Yumy, Kraina wiecznego szczęścia i Serenity.

## Życiorys
Urodził się w El Paso w Teksasie jako syn Betty Loyce (z domu Wiley) i Timothy’ego Nicholasa Tudyka. Ma polskie, niemieckie, francuskie i angielskie pochodzenie. Wychował się z siostrą Shannon Deane w Plano w Teksasie, na przedmieściach Dallas, gdzie uczęszczał do Plano Senior High School. Często ubierał się w kowbojski strój na rodzinnych wycieczkach i udawał omdlenia w szkole, aby zwrócić uwagę nauczycieli. Występował na Festiwalu Szekspirowskim w Dallas. Miał krótkie doświadczenie jako komik stand-up z Rubber Chicken Standup Improv Troupe, zanim zrezygnował po tym, jak jeden z widzów zagroził, że go zabije. Studiował aktorstwo w Lon Morris College w Jacksonville, gdzie zdobył nagrodę Academic Excellence Award. Podczas studiów grał Beavera Smitha w letniej produkcji teatralnej Billy the Kid we wschodnim Nowym Meksyku. W latach 1993–1996 studiował w Juilliard School.
W 1997 otrzymał nagrodę Clarence Derwent i Theatre World Award za występ w przedstawieniu Bunny Bunny. Zadebiutował na ekranie w dramacie 35 Miles from Normal (1997) jako głupkowaty i bezrobotny Trevor. Następnie wystąpił jako Everton w komediodramacie Toma Shadyaca Patch Adams (1998) u boku Robina Williamsa. W 1999 trafił na Broadway jako Benny Bennet w komedii Epic Proportions z Kristin Chenoweth. W ekranizacji powieści Michaela Chabona Cudowni chłopcy (Wonder Boys, 2000) w reżyserii Curtisa Hansona pojawił się jako Sam Traxler. Przełomem okazała się rola pacjenta czterotygodniowej kuracji uzależnień na odwyku – geja Gerhardta w dramacie 28 dni (2000) z Sandrą Bullock.
W 2021 przyjął główną rolę doktora Harry’ego Vanderspeigle w serialu stacji Syfy na podstawie komiksu Resident Alien.

## Życie prywatne
24 września 2016 ożenił się z choreografką Charissą Barton.

## Filmografia

### Filmy
- 1998: Patch Adams jako Everton
- 2000: 28 dni jako Gerhardt
- 2000: Cudowni chłopcy (Wonder Boys) jako Sam Traxler
- 2001: Obłędny rycerz (A Knight’s Tale) jako Wat Falhurst
- 2001: Kraina wiecznego szczęścia (Hearts in Atlantis) jako Monte Man
- 2002: Epoka lodowcowa (Ice Age) jako Lenny (głos)
- 2004: Zabawy z piłką jako pirat Steve
- 2004: Dwa ognie jako Steve
- 2004: Ja, robot jako Sonny
- 2005: Serenity jako Hoban „Wash” Washburne
- 2006: Epoka lodowcowa 2: Odwilż jako Cholly (głos)
- 2007: 3:10 do Yumy jako Doc Potter
- 2007: Wpadka jako Jack
- 2007: Zgon na pogrzebie jako Simon
- 2008: Meet Market jako Danny
- 2009: Bed Ridden (film krótkometrażowy) jako detektyw Kutz
- 2009: The Ballad of G.I. Joe (film krótkometrażowy) jako Shipwreck
- 2009: Astro Boy jako pan Squeegee (głos)
- 2010: Piękny chłopak (Beautiful Boy) jako Eric
- 2010: Tucker i Dale kontra zło (Tucker & Dale vs Evil) jako Tucker McGee
- 2011: Transformers 3 jako Dutch
- 2011: Alvin i wiewiórki 3 jako Simone (głos)
- 2012: Abraham Lincoln: Łowca wampirów jako Stephen A. Douglas
- 2012: Epoka lodowcowa 4: Wędrówka kontynentów jako Milton (głos)
- 2012: Ralph Demolka (Wreck-It Ralph) jako król Karmel / Turbo (głos)
- 2013: Kraina lodu (Frozen) jako Arcyksiążę z Weselton (głos)
- 2013: 42 – Prawdziwa historia amerykańskiej legendy jako Ben Chapman
- 2014: Wielka szóstka jako Alistair Krei (głos)
- 2015: Więzień labiryntu: Próby ognia jako Marcus
- 2015: Trumbo jako Ian McLellan Hunter
- 2016: Zwierzogród jako Duke Weaselton (głos)
- 2016: Vaiana: Skarb oceanu jako Heihei (głos)
- 2016: Łotr 1. Gwiezdne wojny – historie jako K-2SO
- 2018: Deadpool 2 jako Redneck
- 2018: Ralph Demolka w internecie jako KnowsMore (głos)
- 2019: Aladyn (Aladdin) jako Iago (głos)
- 2019: Kraina lodu II jako straż, przywódca Northuldry, żołnierz Arendelli (głos)
- 2021: Raya i ostatni smok jako Tuk Tuk (głos)
- 2021: Nasze magiczne Encanto jako Pico Toucan (głos)

### Seriale
- 2000: Frasier jako Todd Peterson
- 2002–2003: Firefly jako Hoban „Wash” Washburne
- 2005–2013: Bogaci bankruci jako pastor Veal
- 2006: CSI: Kryminalne zagadki Las Vegas jako Carl Fisher
- 2009–2010: Dollhouse jako Alpha
- 2009–2011: V jako Dale Maddox
- 2010–2011: Batman: Odważni i bezwzględni jako Barry Allen / The Flash (głos)
- 2010–2013, 2019: Liga Młodych jako Green Arrow, Psimon, kapitan Cold (głos)
- 2011–2016: Amerykański tata jako pan Capalini
- 2011–2016: Robot Chicken jako Pinky, Jeff Foxworthy, Jor-El, Lego Firefighter (głos)
- 2011: Głowa rodziny jako niemiecki pilot
- 2011–2012: The Life & Times of Tim jako Rodrigo, Arthur, Debbie (głos)
- 2011–2014: Podmiejski czyściec jako dr Noah Werner
- 2012: Fineasz i Ferb – różne głosy
- 2012: Napoleon Dynamite jako oficer Elwood (głos)
- 2012: Robot i potwór jako szalony kuzyn Gizmo (głos)
- 2014: Justified: Bez przebaczenia jako Elias Marcos
- 2015: Pora na przygodę! jako Chatsberry (głos)
- 2015: Rick i Morty jako Chris (głos)
- 2015, 2019: Star Butterfly kontra siły zła jako Ludo Avarius, River Butterfly (głos)
- 2015–2016: Przygody Kota w butach jako Uli (głos)
- 2016: Clarence jako Stewardes Dan (głos)
- 2017: Bezmocni jako Van Wayne
- 2017: The Tick jako Dangerboat (głos)
- 2018–2021: Wielka szóstka jako Alistair Krei (głos)
- 2019: Doom Patrol jako Eric Morden / Pan Nikt (głos)
- 2019: Santa Clarita Diet jako Gary West
- od 2019: Harley Quinn jako Joker, Clayface, Kalendarz Człowiek, Doktor Pułapka, Król Przypraw (głos)
- 2020: Pohamuj entuzjazm jako Boris
- 2021–2025: Resident Alien jako Kosmita / Harry Vanderspiegel
- 2021: M.O.D.O.K. jako Arcade (głos)